# 高山啓義
高山 啓義（たかやま ひろよし、1974年3月18日 - ）は、栃木県出身のサッカー審判員。元国際審判員。

## 経歴
宇都宮北高校、国士舘大学卒業。1999年11月に1級審判員として登録され、2000年から副審として日本プロサッカーリーグ（Jリーグ）の審判員を担当。2002年からはJ2リーグの、2003年からはJ1リーグの主審を担当している。2019年4月20日に行われた2019明治安田生命J1リーグ第8節・清水エスパルス対セレッソ大阪戦でJ1通算主審担当200試合を達成した（史上11人目）。しかし、長らく審判員を務めていながら、国際審判員には登録されたものの、プロフェッショナルレフェリーとは縁がなくキャリアを過ごしている。プロフェッショナルレフェリー契約を結んでいないレフェリーがJ1の試合を200試合以上を担当したのは現在のところ高山が唯一である。
2004年から2014年までは、国際審判員として登録され、2006年にカタール・ドーハで行われたアジア大会の男子決勝カタール対イラクの主審を務めた。2024年3月でレフェリーから勇退。
普段は栃木県内で高等学校の教諭を務めており、2018年時点では栃木県立宇都宮清陵高等学校でサッカー部の監督を務めている。同じくサッカー審判員である吉田寿光と共に、栃木県立石橋高等学校にて同時期に教員を務めていたことがある。
- 1級審判員登録：1999年11月[3]
- Jリーグ(J1)初主審：2003年4月26日 東京ヴェルディ1969対大分トリニータ戦（味の素スタジアム）
- Jリーグ(J1)初副審：2001年4月29日 FC東京対ジェフユナイテッド市原戦（東京スタジアム）
- Jリーグ(J2)初主審：2002年3月16日 水戸ホーリーホック対ヴァンフォーレ甲府戦（ひたちなか市総合運動公園陸上競技場）
- Jリーグ(J2)初副審：2000年4月22日 ヴァンフォーレ甲府対水戸ホーリーホック戦（韮崎中央公園陸上競技場）
- Jリーグ(カップ戦)初主審：2003年4月23日 横浜F・マリノス対ベガルタ仙台戦（横浜国際総合競技場）
- Jリーグ(カップ戦)初副審：2001年4月4日 水戸ホーリーホック対横浜F・マリノス戦（栃木県立グリーンスタジアム）

## エピソード
- 若い頃の高山のジャッジスタンスとしては、試合をコントロールするためではなく、判定に対する抗議などで自らが感情的になってカードを頻繁に出す傾向があり、2004年5月9日の清水エスパルス対セレッソ大阪戦では当時Jリーグ最多記録となる一試合13枚のイエローカードを提示した。（レッドカード2枚）
  - 2009年6月28日、セレッソ大阪対水戸ホーリーホック戦において、スローインを他の選手に代わろうとした香川真司に対してイエローカードを出すそぶりで威嚇した。[4][5]
  - 2009年8月22日、柏レイソル対横浜F・マリノス戦において、横浜山瀬功治が相手DFに両手で抱え込まれて倒れたが、主審の高山は故意の転倒と判断し、山瀬に対しこの試合2枚目のイエローカードを提示、退場処分とした。この判定に対してマリノスはJリーグへ意見書を提出。Jリーグは高山に2試合割り当てを外す処分を行った。その後、高山は誤審を認めた[6][7]。
- 2015年6月6日、アビスパ福岡対徳島ヴォルティス戦において、プレー中に倒れ込んだ福岡の酒井宣福（父親が日本人、母親がドイツ人のハーフ）に「Are you OK?」と英語で問いかけ、これに酒井が「大丈夫です」と日本語で返すと「なんだ、お前、日本語を話せるんだ」と笑いながら応じたと報じられた。酒井の所属する福岡は、これを「差別的発言とも取れる」として問題視し、Jリーグに意見書を提出。高山はマッチコミッショナーの聴取に対し発言を否定した[8]。
- 2021年2月27日、湘南ベルマーレ対サガン鳥栖戦において、前半39分に湘南の岡本拓也がこぼれ球を押し込んでゴールネットを揺らすが、高山は直前に山田直輝のハンドがあったとしてノーゴールの判定。これに対して高山が鳥栖GK朴一圭に「よく見てたでしょ？」と声掛け、グータッチをする場面が見られた。このシーンをJリーグ公式YouTubeチャンネルが取り上げ[9]、選手と笑顔でコミュニケーションを取り、ゴール前混戦の難しい判定をしたことから動画内のコメントにも賞賛が集まった[10]。このように、若い頃はミスジャッジが目立っていたものの、ここ数年は安定したジャッジを構築しており、提示するカードの数も少なくなっている。

## 個人成績
| 国内大会個人成績 | 国内大会個人成績 | 国内大会個人成績 | 国内大会個人成績 | 国内大会個人成績 | 国内大会個人成績 | 国内大会個人成績 | 国内大会個人成績 | 国内大会個人成績 | 国内大会個人成績 | 国内大会個人成績 |
| 年度             | J1               | J1               | J2               | J2               | J3               | J3               | リーグ杯         | リーグ杯         | 天皇杯           | 天皇杯           |
| 年度             | 主審             | 副審             | 主審             | 副審             | 主審             | 副審             | 主審             | 副審             | 主審             | 副審             |
| ---------------- | ---------------- | ---------------- | ---------------- | ---------------- | ---------------- | ---------------- | ---------------- | ---------------- | ---------------- | ---------------- |
| 2000             | 0                | 0                | 0                | 10               | -                | -                | 0                | 0                | 0                | 0                |
| 2001             | 0                | 5                | 0                | 7                | -                | -                | 0                | 2                | 0                | 0                |
| 2002             | 0                | 6                | 9                | 0                | -                | -                | 0                | 3                | 0                | 0                |
| 2003             | 11               | 0                | 3                | 0                | -                | -                | 2                | 0                | 1                | 0                |
| 2004             | 10               | 0                | 2                | 0                | -                | -                | 1                | 0                | 1                | 0                |
| 2005             | 16               | 0                | 0                | 0                | -                | -                | 3                | 0                | 1                | 0                |
| 2006             | 18               | 0                | 0                | 0                | -                | -                | 3                | 0                | 1                | 0                |
| 2007             | 16               | 0                | 0                | 0                | -                | -                | 4                | 0                | 1                | 0                |
| 2008             | 15               | 0                | 1                | 0                | -                | -                | 3                | 0                | 1                | 0                |
| 2009             | 14               | 0                | 5                | 0                | -                | -                | 2                | 0                | 3                | 0                |
| 2010             | 13               | 0                | 8                | 0                | -                | -                | 3                | 0                | 4                | 0                |
| 2011             | 12               | 0                | 6                | 0                | -                | -                | 0                | 0                | 3                | 0                |
| 2012             | 16               | 0                | 9                | 0                | -                | -                | 0                | 0                | 2                | 0                |
| 2013             | 13               | 0                | 6                | 0                | -                | -                | 1                | 0                | 4                | 0                |
| 2014             | 15               | 0                | 11               | 0                | 0                | 0                | 3                | 0                | 3                | 0                |
| 2015             | 12               | 0                | 6                | 0                | 0                | 0                | 1                | 0                | 2                | 0                |
| 2016             | 10               | 0                | 11               | 0                | 0                | 0                | 3                | 0                | 0                | 0                |
| 2017             | 6                | 0                | 13               | 0                | 0                | 0                | 1                | 0                | 2                | 0                |
| 2018             | 1                | 0                | 17               | 0                | 0                | 0                | 0                | 0                | 2                | 0                |
| 2019             | 9                | 0                | 8                | 0                | 0                | 0                | 3                | 0                | 3                | 0                |
| 2020             | 8                | 0                | 11               | 0                | 0                | 0                | 1                | 0                | 0                | 0                |
| 2021             |                  |                  |                  |                  |                  |                  |                  |                  |                  |                  |
| 通算             | 215              | 11               | 126              | 17               | 0                | 0                | 34               | 5                | 34               | 0                |

- 日本フットボールリーグ(JFL)

| JFL個人成績 | JFL個人成績 | JFL個人成績 |
| 年度        | 主審        | 副審        |
| ----------- | ----------- | ----------- |
| 2000        | 0           | 5           |
| 2001        | 8           | 0           |
| 通算        | 8           | 5           |

- その他の国内公式戦
  - 全国高等学校サッカー選手権
  - 関東大学サッカーリーグ

## 決勝担当
| 開催年月日    | 大会                                      | 対戦カード   | 対戦カード         | 結果        | 会場                     | 担当  |
| ------------- | ----------------------------------------- | ------------ | ------------------ | ----------- | ------------------------ | ----- |
| 2005年1月10日 | 第84回全国高等学校サッカー選手権大会      | 鹿児島実     | 市立船橋           | 0-0 (PK4-2) | 国立競技場               | 主審  |
| 2006年1月9日  | 第85回全国高等学校サッカー選手権大会      | 野洲         | 鹿児島実           | 2-1         | 国立競技場               | 主審  |
| 2010年11月3日 | 2010 Jリーグヤマザキナビスコカップ        | ジュビロ磐田 | サンフレッチェ広島 | 5-3         | 国立競技場               | 主審  |
| 2013年12月7日 | 中国FAカップ                              | 広州恒大     | 貴州人和           | 2-1         | 天河体育中心体育場       | 主審  |
| 2015年12月2日 | 明治安田生命2015Jリーグチャンピオンシップ | ガンバ大阪   | サンフレッチェ広島 | 2-3         | 万博記念競技場           | 第4審 |
| 2022年10月5日 | 第77回国民体育大会 サッカー競技           | 岐阜県       | 大分県             | 0-1         | 栃木県グリーンスタジアム | 第4審 |